# Misti Traya
Misti Traya (Honolulu, 23 settembre 1981) è un'attrice statunitense.

## Biografia
Il suo vero nome è Misty Dawn Warren ed è figlia dello scrittore Jonathan Lemkin e dell'attrice Kiersten Warren. Nel 1999 si è diplomata in una scuola femminile di Los Angeles chiamata Marlborough. Successivamente, presso il Sarah Lawrence College di New York, ha studiato scrittura creativa e ha ottenuto la laurea nel 2003. È una brava skater, parla il francese ed è pronipote di un missionario battista.

## Filmografia

### Cinema
- In the Mix - In mezzo ai guai (In the Mix), regia di Ron Underwood (2005)
- Material Girls, regia di Martha Coolidge (2006)
- War Eagle, Arkansas, regia di Robert Milazzo (2007)
- D.^^.$.®. Dance.Music.Sex.Romance.mk1, regia di Samuel Fouracre - cortometraggio (2015)

### Televisione
- Joan of Arcadia – serie TV, 6 episodi (2004)
- Huff – serie TV, 5 episodi (2004-2005)
- Nip/Tuck – serie TV, episodi 4x5 (2006)
- How I Met Your Mother – serie TV, episodi 2x12 (2007)
- Law & Order - Unità vittime speciali (Law & Order: Special Victims Unit) – serie TV, episodi 8x21 (2007)
- Getting Away with Murder – serie TV, episodi 1x3-1x8-1x11 (2007)
- A casa di Fran (Living with Fran) – serie TV, 26 episodi (2005-2007)
- Army Wives - Conflitti del cuore (Army Wives) – serie TV, episodi 2x8 (2008)
- Libertyville, regia di Tom Saunders – film TV (2008)

## Doppiatrici italiane
- Tiziana Martello in Nip/Tuck
- Sonia Mazza in How I Met Your Mother
- Alessia Amendola in A casa di Fran